# Municipio de Barclay (Kansas)
El municipio de Barclay (en inglés: Barclay Township) es un municipio ubicado en el condado de Osage en el estado estadounidense de Kansas. En el año 2010 tenía una población de 195 habitantes y una densidad poblacional de 1,56 personas por km².

## Geografía
El municipio de Barclay se encuentra ubicado en las coordenadas 38°33′41″N 95°52′1″O / 38.56139, -95.86694. Según la Oficina del Censo de los Estados Unidos, el municipio tiene una superficie total de 124.79 km², de la cual 124,68 km² corresponden a tierra firme y (0,08 %) 0,1 km² es agua.

## Demografía
Según el censo de 2010, había 195 personas residiendo en el municipio de Barclay. La densidad de población era de 1,56 hab./km². De los 195 habitantes, el municipio de Barclay estaba compuesto por el 97,95 % blancos y el 2,05 % eran de una mezcla de razas. Del total de la población el 0 % eran hispanos o latinos de cualquier raza.